# 笠原群生
笠原 群生（かさはら むれお、1966年2月10日 - ）は、日本の小児臓器移植専門の外科医である。国立成育医療研究センター　病院長　臓器移植センター センター長。博士（医学）。専門は、移植外科、肝臓外科。

## 来歴
肝臓の臓器移植専門医として年間肝移植症例数約60例（世界最多）で、91.8％の生存率を保持する臓器移植外科医である。我が国の年間小児肝移植数は約140例、生存率86.8%と報告されているが、笠原を中心とした国立成育医療研究センター臓器移植センターの実績は日本トップクラスであると言える。
2011年5月1日国立成育医療研究センター内に臓器移植センターを開設。臓器移植センターは主に腹腔内臓器（肝臓、腎臓、小腸、膵臓）について、臓器移植を必要とする子どもを様々な角度から総合的にサポートし、より良い移植医療が提供できることを目指している。
移植前の子どもの状態をできるだけ良好に保つように治療を行い、また手術後の内科的治療を専門的立場から行うために、内科系専門診療部から肝臓科・腎臓科・小腸科、それぞれを専門とする小児科専門医が参加。移植手術は、これまで国立成育医療研究センターで肝移植手術を担ってきた、笠原をはじめとする移植外科医が行う。
所属学会は日本移植学会（評議委員）、日本肝移植研究会（常任理事）、日本小腸移植研究会、日本肝胆膵外科学会（評議員）、日本外科学会、日本消化器外科学会、日本肝臓病学会、日本臨床腎移植学会、国際移植学会、国際肝臓移植学会、国際小児移植学会（理事）、アラブ移植学会。
専門資格は外科学会専門医・指導医、臨床腎移植学会認定医、外国医師臨床修練指導医（厚生労働大臣認定）。

## 経歴
群馬県前橋市出身。群馬大学教育学部附属小学校・中学校を経て、群馬県立前橋高等学校を卒業。循環器の医師であった父に憧れ、父の母校でもある群馬大学医学部に入学。大学4年生でテニス部の朝練終了後にテレビをつけたところ、島根医科大学（現在の島根大学医学部）で生体肝移植が成功したというニュースを聞き、「命の炎が消え入りそうになっている患者さんが、移植をすることで再び元気になる、そんな夢のような医療を学んでみたい」と、初めて移植医療を意識した。
1992年に医師免許を取得し、群馬大学外科レジデント（研修医）を経て、当時 移植外科の日本の中心である京都大学で臨床研究生のポストがあると聞き、真っ先に手を上げたのが臓器移植医学の道のはじまり。当時、臓器移植の知識も経験も全く無かったため、周囲との知識や能力の差に愕然としたが、経験の差は努力で補うしかないとひたすら努力を続けた。
京都大学移植外科レジデント（研修医）を経て、1999年に京都大学移植外科助手として勤務して臓器移植学を学んだ。2002年に英国Kings College Hospital, Liver transplant unit, Clinical fellow、2003年京都大学移植外科医長を経て、2005年国立成育医療研究センター移植外科医長に就任・2011年6月より国立成育医療研究センター臓器移植センター長に就任した。博士（医学）の学位を取得している。
2016年1月～Universitas Indonesia, Adjunct Professorとして、国立成育医療研究センターの国際協力活動を推進。他にもジャカルタ大学、エジプト大学、シンガポール大学、アラブ首長国連邦といった医療機関・国々において、小児臓器移植手術の技術支援を続けている。
2017年4月から、国立成育医療研究センター副院長を兼任。

## 国立成育医療研究センター臓器移植センターの歴史・実績
2016年12月現在で、肝移植後の患者生存率は1年生存率、3年生存率、5年生存率、10年生存率、いずれも全国平均を上回っており、移植した臓器が生着する率は、日本国内で最も良好。欧米、アジアの小児肝移植施設の中でも最良である。
脳死移植の実績としては、22例の脳死ドナーから提供された肝臓を移植する肝移植手術（脳死肝移植）を行っており、そのうち11例は提供された肝臓を分割して移植する分割肝移植を行っている。
さらに、2013年8月には日齢11の先天性代謝異常症の男児に肝細胞移植を行い、成功した。国内における小児の肝細胞移植治療として初の症例。2014年6月には小児から小児へのドミノ肝移植を行い、順調に回復。 肝移植を受けるレシピエントだけではなく、生体ドナーの身体負担をできるだけ軽減する手術法の開発にも取り組み、2013年12月には腹腔鏡を使ったドナー手術を行っている。 
| 2005/6/1   | 移植外科開設                         |
| 2005/11/18 | 生体肝移植                           |
| 2007/5/18  | 生体肝腎同時移植                     |
| 2010/8/29  | 脳死肝移植（分割）                   |
| 2011/5/1   | 臓器移植センター開設                 |
| 2012/6/15  | 小児ドナー脳死移植                   |
| 2013/8/10  | 肝細胞移植                           |
| 2013/12/19 | 腹腔鏡ドナー手術                     |
| 2014/6/18  | ドミノ肝移植                         |
| 2016/11    | ES細胞を用いた肝細胞移植の前臨床試験 |

## メディア出演

### テレビ
- プロフェッショナル 仕事の流儀（NHK総合テレビ、2017年7月10日放送）

## 関連リンク
- 小児がんと戦う、みんなの願い。不足する無菌室をつくろう！（松本公一国立成育医療研究センター小児がんセンター長） - クラウドファンディング Readyfor
- 国立成育医療研究センター臓器移植センター
- 笠原 群生 | 国立成育医療研究センター
- ドレミファクラブ
- ブラック・ジャック セミナー
- 笠原群生 - KAKEN 科学研究費助成事業データベース
- 論文一覧（KAKEN、CiNii）